# インカ帝国内戦
インカ帝国内戦（インカていこくないせん、英語:Inca Civil War）またはインカ継承戦争（インカけいしょうせんそう）は、ワイナ・カパックの息子である異母兄弟のワスカルとアタワルパの間で、インカ帝国の帝位継承をめぐって戦われた戦争である。この戦争はワイナ・カパックの死後に起こった。
この戦争は1529年にワスカルが王位を主張し、アタワルパに服従を求めて拒否されたことで始まり1532年まで続いた。アタワルパの勝利後にフランシスコ・ピサロの率いるスペイン兵がインカ帝国へ侵略を開始した。ピサロはアタワルパを捕らえ身代金を受け取ったが最終的に彼を殺害した。

## 帝国分裂の原因
1524年から1526年にかけて、フランシスコ・ピサロの指揮下にあるスペイン人騎兵62名と歩兵106名が南アメリカを探検した。彼らはヨーロッパ人の間で流行していた天然痘を大陸に持ち込んだと考えられている。この感染症は流行し、免疫のないインカ人や他の先住民に高い死亡率と災害をもたらした。
アタワルパはワイナ・カパックのお気に入りの息子で、父の北部への軍事遠征には常に同行していた。ワイナ・カパックは彼の軍事力を試したかったので、パスト族を征服するための軍事遠征に彼を送り込んだ。しかし、アタワルパは逃亡してしまったため冷遇されることになる。
トゥメバンバにいたワイナ・カパックは、スペイン人と直接遭遇することはなかったが、天然痘にかかり、1527年に死亡した。彼はニナン・クヨチを後継者に指名し、それを知らせるために貴族の一団がクスコに派遣された。しかし、ワイナ・カパックは後にワスカルを後継者に指名した。また派遣された貴族の一団もニナン・クヨチの死を知った。インカ帝国には明確な後継ルールがなかったためワスカルとアタワルパの両名が王位を主張することになった。

## 内戦の開始
ワスカルは王位を主張してすぐに、すべての臣下が忠誠を誓うことを期待した。忠誠を表明するため、アタワルパは最も信頼する隊長たちをクスコに派遣し金銀を惜しみなく贈った。疑念を抱いたワスカルはアタワルパの贈り物を断ったうえ、アタワルパを反逆者と非難して使者の何人かを殺し隊長たちに女装させて送り返した。これによりアタワルパは兄に対して宣戦布告した。
ワスカルは攻撃に備えて兵を集めた。アタワルパは北部出身の将軍を従わせ、北部地域を支配下に置いた。アタワルパに忠誠を誓う人々はキトに新しい首都を建設し、アタワルパは新しい首都でサパ・インカの指導的役割を引き受けることに同意した。
ワスカルとその軍は北上し、地元のカニャリ族とともにトゥメバンバを奇襲した。アタワルパは捕らえられ投獄された。軍が祝っている間に、彼らは酒に酔って、アタワルパに会うために女性を中に入れた。彼女は密かに道具を持ち出し、アタワルパはその夜、それを使って穴を掘り逃亡した。 彼はすぐにキトから大規模で経験豊富な軍を率いて反撃の準備を整えた。
1531年から1532年にかけて、両軍は多くの戦闘を繰り広げた。逃亡後すぐに、アタワルパは軍を南のアンバト市に移動させた。彼らはモチャカサ平原でワスカルの部下を打ち負かし、多くの兵士を捕らえて殺害した。また、この戦いで敵の総大将アトクを捕虜にすることに成功する。
この勝利の後、アタワルパは軍を強化し、南のワスカルの領土へと進み、すべての戦闘に勝利した。カハマルカに入ると、彼は兵力を増やした。彼は最初、ワスカルの部下から忠誠心を得るために平和的な手段を試みたが、それがうまくいかなかったため、多数の敵を殺害した。生き残った者たちは恐怖に駆られて降伏した。ある報告では、アタワルパがワスカルに忠誠を誓ったという理由でカニャリ族の民を虐殺したとされている。ついにカハマルカに到着したアタワルパは、将軍たちに率いられた軍の大半を先に行かせ、自身は安全な都市に留まり、スペイン人がこの地に入ってきているという噂を探った。
アタワルパの軍はワスカルの領土を南に押し進み、ボンボンとハウハで勝利した。ビルカスの丘の中腹で始まった戦いは、丘の頂上の石造りの要塞に陣取るワスカルに有利に見えたが、結局彼は撤退した。アタワルパの部隊はピンコス、アンダグアイアス、クスコ北西のクラグアシとアウアンカイの戦い、クスコから約30ｋｍ離れたリマタンボ、そしてワスカルの部隊が逃げ込んだイチュバンバで勝利した。その後ワスカルはキペペの戦いに敗北し捕らえられた。これによりアタワルパは内戦に勝利した。